# Ункел
Ункел (њем. Unkel) град је у њемачкој савезној држави Рајна-Палатинат. Једно је од 62 општинска средишта округа Нојвид. Према процјени из 2010. у граду је живјело 4.993 становника. Посједује регионалну шифру (AGS) 7138073.

## Географски и демографски подаци
Ункел се налази у савезној држави Рајна-Палатинат у округу Нојвид. Град се налази на надморској висини од 56 метара. Површина општине износи 8,2 km². У самом граду је, према процјени из 2010. године, живјело 4.993 становника. Просјечна густина становништва износи 612 становника/km².